# Gastornis laurenti
Espèce
Gastornis laurenti est une espèce fossile d'oiseaux de la famille des Gastornithidae qui a vécu pendant la période de l'Éocène inférieur il y a 52 millions d’années, dans une savane arborée et marécageuse en climat tropical et humide.

## Description
Gastornis laurenti est un oiseau géant, mesurant 1,70 m, qui s’est développé et a vécu sur le territoire du sud de la France avant de coloniser l’Amérique du Nord et l’Asie. Il ne vole pas, possède un bec large et puissant, des membres et un bassin massif. C'est l’un des plus grands animaux terrestres connus de cette période.

## Historique
Le nom valide complet (avec auteur) de ce taxon est Gastornis laurenti Mourer-Chauviré & Bourdon (d), 2020,.

### Découverte
En 2018, des os de cet oiseau ont été découverts dans le département de l'Aude par Yves Laurent (d), un paléontologue du muséum de Toulouse.
En 2024, pour la première fois au monde, une reconstitution fidèle du squelette de Gastornis laurenti à taille et anatomie réelle est réalisée.

### Étymologie
Son épithète spécifique, laurenti, lui a été donnée en l'honneur du paléontologue français Yves Laurent (d) qui a découvert les os de cet oiseau.

### Publication originale
- [2020] (en) Cécile Mourer-Chauviré et Estelle Bourdon, « Description of a new species of Gastornis (Aves, Gastornithiformes) from the early Eocene of La Borie, southwestern France », Geobios, Elsevier, vol. 63,‎ décembre 2020, p. 39-46 (ISSN 0016-6995 et 0293-843X, OCLC 795968533, DOI 10.1016/J.GEOBIOS.2020.10.002, lire en ligne). .